# Thalaina chionoptila
Thalaina chionoptila là một loài bướm đêm trong họ Geometridae.